# Olej palmowy

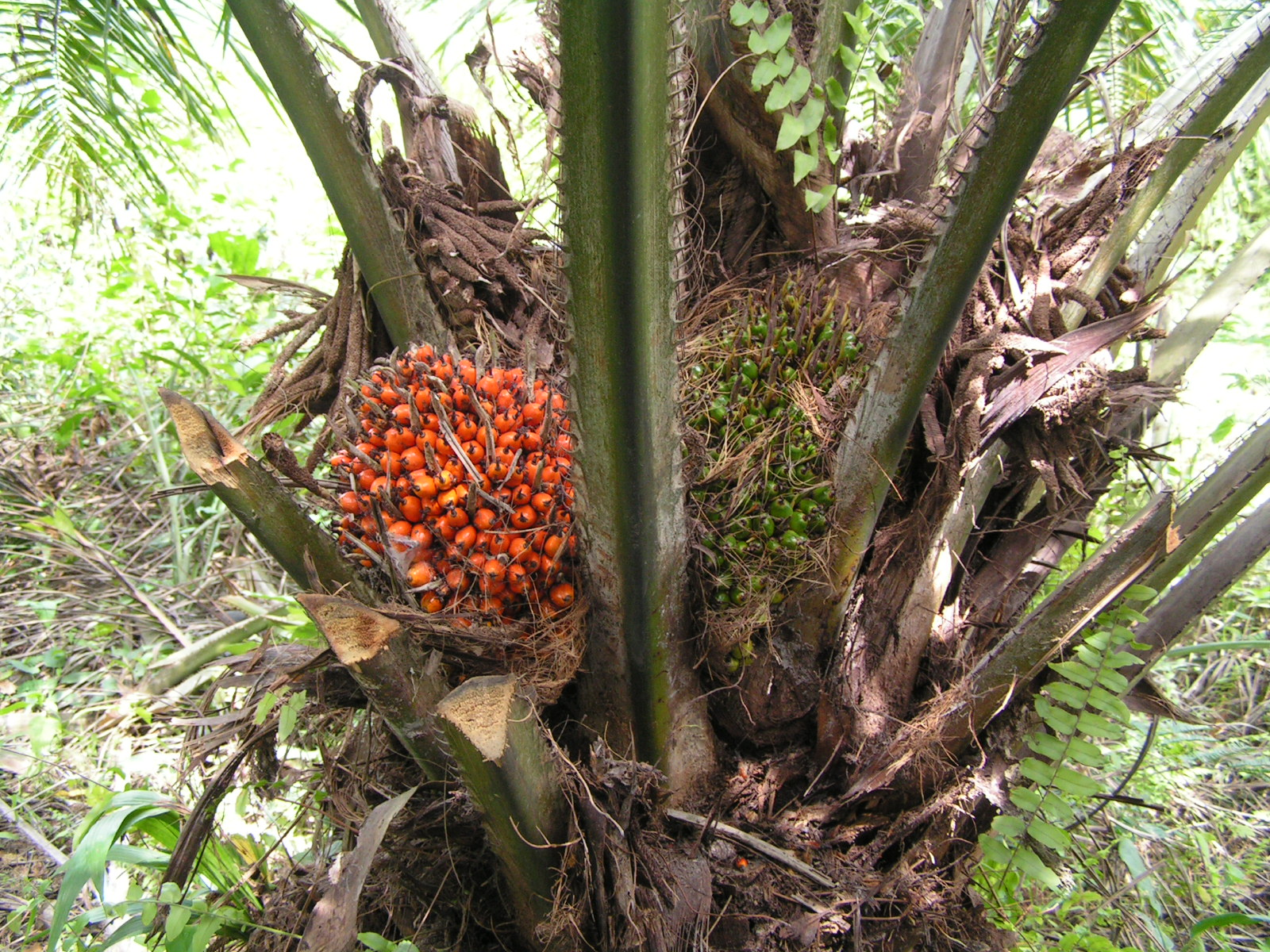
Nasiona na palmie

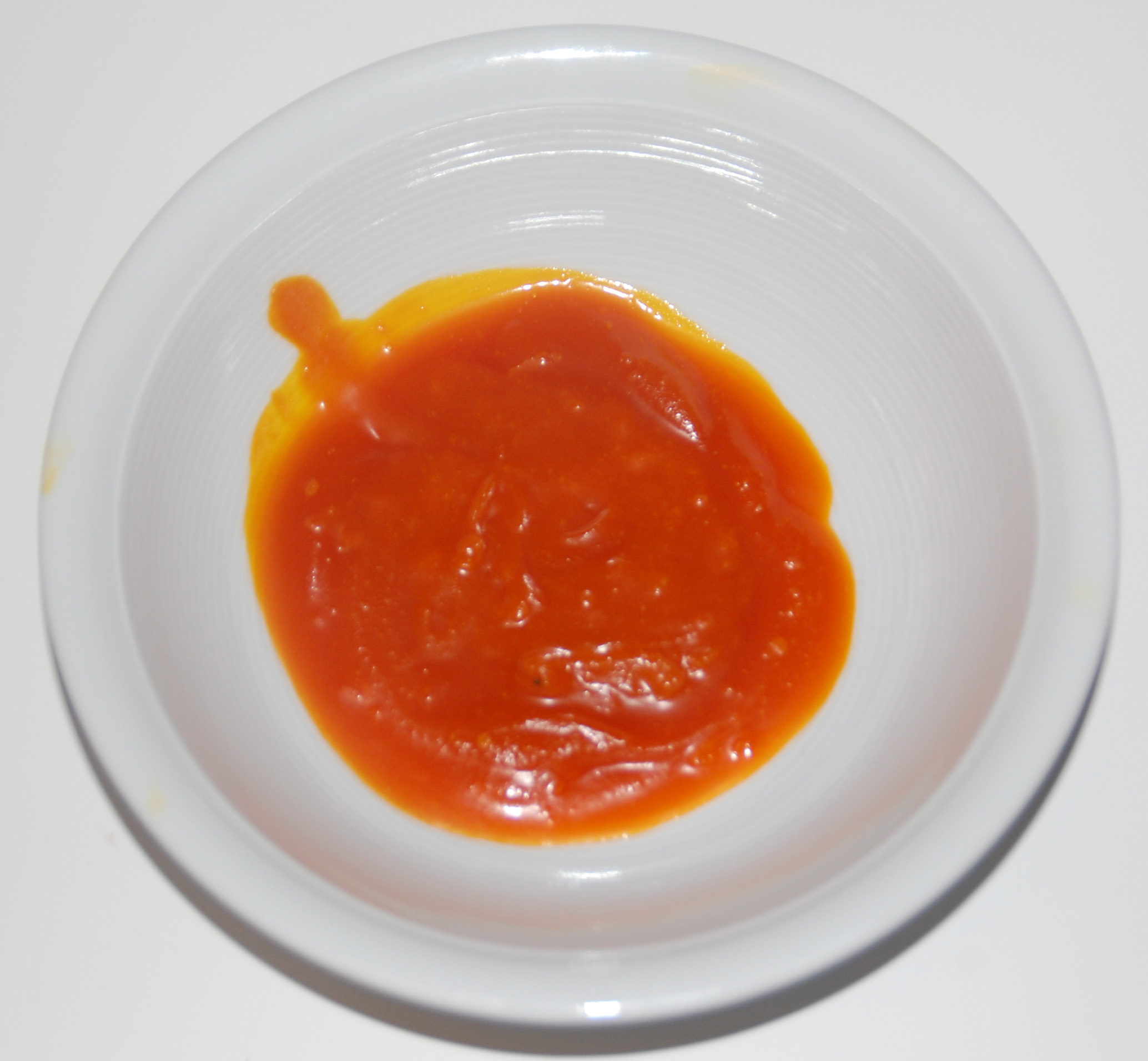
Surowy olej palmowy

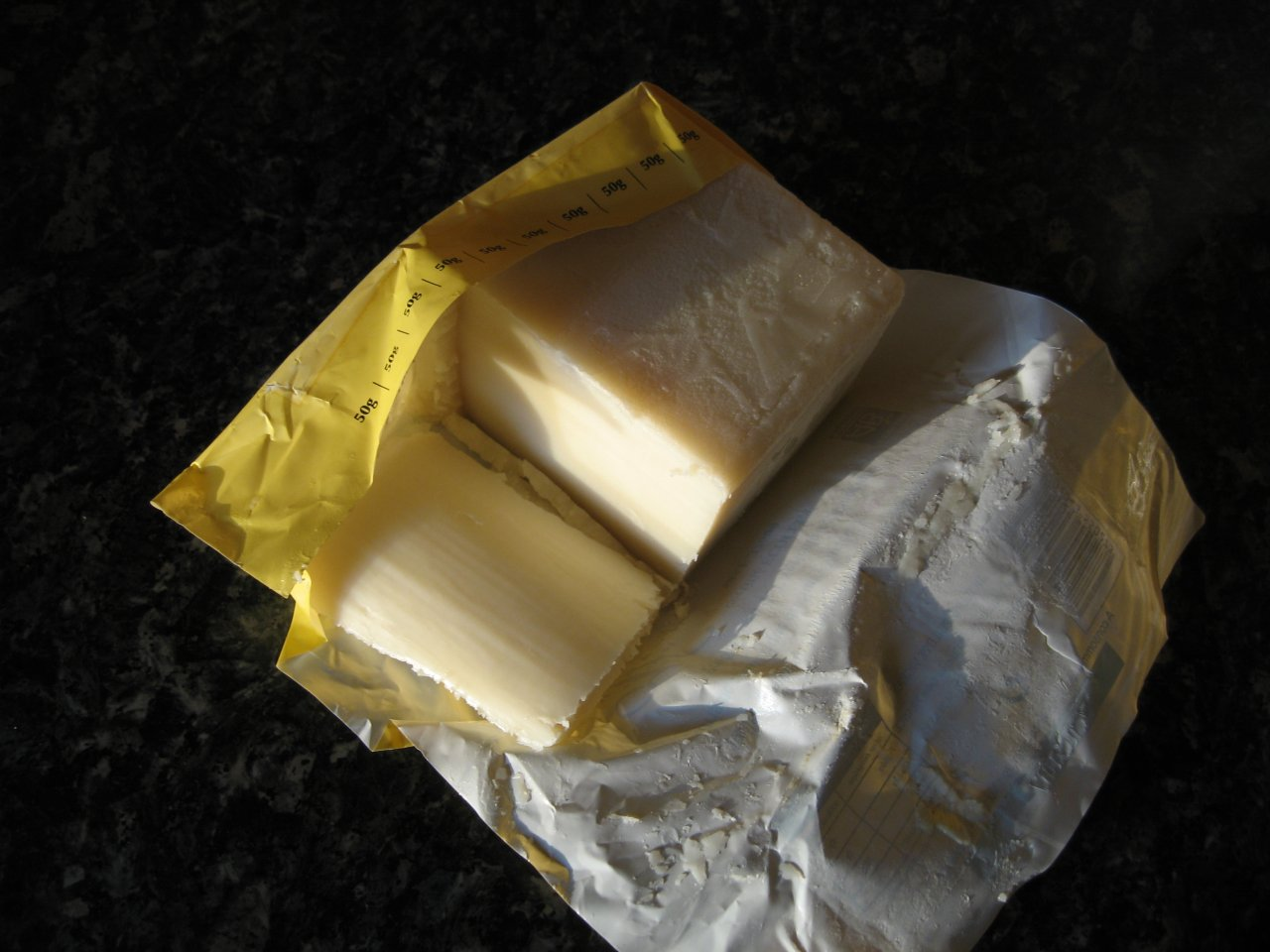
Olej palmowy w formie do dystrybucji

Olej palmowy – stały olej roślinny otrzymywany z nasion lub miąższu olejowca gwinejskiego. Surowy olej w temperaturze pokojowej ma kolor żółtobrązowy, po rafinacji jest twardą masą w kolorze białym lub żółtawym. Olej palmowy wykorzystuje się na szeroką skalę do produkcji margaryny, słodyczy, chipsów, żywności dla niemowląt, mydła, kosmetyków, świec, smarów.

## Skład

### Kwasy tłuszczowe
Olej palmowy, podobnie jak wszystkie tłuszcze, składa się z estrów glicerolu i kwasów tłuszczowych. Olej palmowy zawiera dużo tłuszczów nasyconych, zwłaszcza 16-węglowego kwasu palmitynowego (jego zawartość sięga 44%). Drugim głównym składnikiem jest jednonienasycony kwas oleinowy. Nierafinowany olej palmowy zawiera tokotrienol (jeden z kongenerów witaminy E).

### Karoteny
Surowy olej palmowy jest bogaty w karoteny: α-karoten, β-karoten i likopen, które nadają mu charakterystyczny ciemnoczerwony kolor.

## Wpływ na zdrowie
Surowy olej palmowy zawiera dużą ilość przeciwutleniaczy, karotenoidów, witaminy E, a udział nasyconych kwasów do nienasyconych kwasów tłuszczowych jest zbliżony. W efekcie produkt taki nie wpływa negatywnie na zdrowie, a wręcz przy jego stosowaniu zarejestrowano zmniejszenie ryzyka zakrzepicy tętniczej i miażdżycy, hamowanie biosyntezy cholesterolu endogennego, agregacji płytek krwi i obniżenie ciśnienia krwi. Olej ten jednak ze względu na problemy z jego przechowywaniem, transportem i przetwarzaniem spożywczym nie jest szerzej wykorzystywany do celów spożywczych.
Przetworzony olej palmowy cechuje się niekorzystnym profilem lipidowym, zawiera estry kwasów tłuszczowych i 3-monochloropropan-1,2-diolu (3-MCPD) oraz estry glicydylowe (GE).
Według Center for Science in the Public Interest (CSPI) spożywany w nadmiarze kwas palmitynowy podnosi zawartość cholesterolu we krwi i może prowadzić do chorób serca. Światowa Organizacja Zdrowia (WHO) oraz amerykański National Heart, Lung and Blood Institute (NHLBI) zalecają ograniczenie spożycia kwasu palmitynowego i produktów bogatych w tłuszcze nasycone. WHO wykazało związek spożycia kwasu palmitynowego (podobnie jak izomerów trans kwasów tłuszczowych) z chorobami układu krążenia.
W maju 2016 roku Europejski Urząd ds. Bezpieczeństwa Żywności wydał raport, w którym stwierdzono, że olej palmowy (i inne tłuszcze palmowe) zawiera najwyższe wśród tłuszczów roślinnych stężenia szkodliwych, potencjalnie rakotwórczych chloropochodnych. Powstają one w procesie produkcji tłuszczu, zwłaszcza rafinacji oleju prowadzonej w temperaturze powyżej 200 °C.

## Ekologia
Zbiory oleju palmowego wpływają na zniszczenia lasów deszczowych w Indonezji i Malezji (ponad 85% oleju palmowego używanego globalnie jest produkowane w tych krajach), miejsca życia licznych, często zagrożonych wyginięciem, gatunków zwierząt. Według Programu Narodów Zjednoczonych ds. Ochrony Środowiska, jeśli utrzyma się obecne tempo produkcji oleju palmowego, to do 2022 roku zostanie zniszczonych 98% lasów Sumatry i Borneo.